# Mariano Lagasca
Mariano Lagasca   (Encinacorba, 4 d'octubre de 1776 - Barcelona, 23 de juny de 1839) nom abreujat de Mariano la Gasca y Segura, va ser un botànic espanyol, director del Real Jardín Botánico de Madrid. És conegut per la seva millora del Real Jardín Botánico de Madrid.
Mariano la Gasca nasqué el 4 d'octubre de 1776 a Saragossa d'una acabalada família. Va fer els estudis eclesiàstics a Tarragona durant els quals desenvolupà interès per la medicina i la botànica.
El 1800, es traslladà a Madrid on es va trobar amb el botànic Antoni Josep Cavanilles. A Madrid publicà Descripción de algunas plantas del Real Jardín Botánico de Madrid el 1801. El 1815, va ser nomenat director del Reial Jardí Botànic de Madrid. L'any 1821 es va exiliar per les seves idees polítiques liberals; va passar 11 anys a Londres i va tornar a Espanya el 1834.
Genera et species plantarum, quae aut novae sunt aut nondum recte cognoscuntur', (abreujat Gen. Sp. Pl. [Lagasca]), és un llibre amb il·lustracions i descripcions botàniques, escrit per Mariano Lagasca i publicat l'any 1816.